# Georgi Franzewitsch Milljar
Georgi Franzewitsch Milljar (russisch Георгий Францевич Милляр; * 25. Oktoberjul. / 7. November 1903greg. in Moskau, Russisches Kaiserreich; † 4. Juni 1993 ebenda, Russische Föderation) war ein sowjetischer bzw. russischer Theater- und Filmschauspieler.

## Biografie

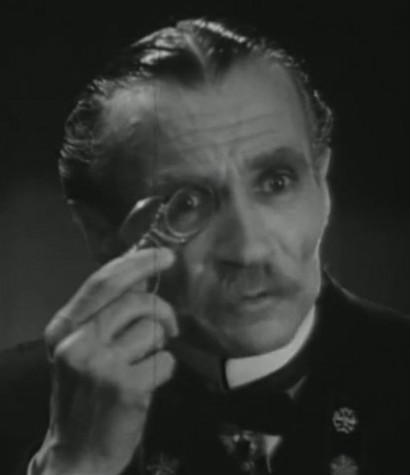
Georgi Milljar in Maltschik s okrany (1947)

Milljars Vater, ein französischer Brückenbauingenieur, starb in Jalta, als Georgi zwei Jahre alt war. Seine Mutter Elisabeth Schurawljow, Tochter eines Goldminenarbeiters, zog mit ihm nach Gelendschik. Milljar wuchs ohne materielle Nöte abwechselnd hier und in Moskau auf, er beherrschte bereits in jungen Jahren drei Sprachen. Nach der Oktoberrevolution arbeitete er zunächst in Gelendschik als Ausstatter an einem Theater und trat 1920 erstmals als Schauspieler auf. Seine Debütrolle war, im Rahmen einer Krankheitsvertretung, die des Aschenputtel. Von 1924 bis 1927 studierte Milljar in Moskau an der Schauspielklasse des Theaters der Revolution (Театр Революции; 1943 umbenannt in Moskauer Dramatisches Theater und 1954 in Majakowski-Theater), das 1922 von Wsewolod Meyerhold gegründet worden war und 1924 unter der Leitung von Waleri Bebutow (1885–1961) stand. Danach gehörte Milljar von 1927 bis 1938 zum Ensemble dieses Theaters, das in dieser Zeit u. a. von Alexei Popow (1892–1961) und später von Maxim Schtrauch geleitet wurde. Nach dem Großen Vaterländischen Krieg gehörte er von 1945 bis 1952 dem Moskauer Theater-Studio der Filmschauspieler (Театр-студия киноактёра; 1990 umbenannt in Theater der Filmschauspieler und seit 1992 Staatliches Theater der Filmschauspieler) an.
Seit 1929 war Milljar auch in Filmen als Darsteller tätig. Besonders prägend waren seine Rollen in den Ende der 1930er-Jahre aufkommenden Verfilmungen russischer Märchen und Sagen. Dabei war seine Kooperation mit dem Regisseur Alexander Rou besonders fruchtbar. Beide hatten bereits 1932 in Marionetten zusammengearbeitet, an dem Rou als Regieassistent beteiligt war. In dessen erstem Märchenfilm Der Zauberfisch (1938) gab Milljar den Zaren und wirkte danach in mehr als einem Dutzend seiner Filme mit. Hier hatte der auf groteske Charaktere spezialisierte Mime auch seine populärsten Rollen: die Sagenfigur Kaschtschei im zu Kriegszeiten in Kasachstan gedrehten Der unsterbliche Kaschtschai (1944/45) sowie in Feuer, Wasser und Posaunen (1968) und vor allem die Rolle der Hexe Baba Jaga, die Milljar bereits 1939 in Rous erstem großen Erfolg Die schöne Wassilissa verkörperte und dann erneut in den zwischen 1964 und 1971 entstandenen Märchenfilmen Rous (Abenteuer im Zauberwald, Feuer, Wasser und Posaunen und Der Hirsch mit dem goldenen Geweih). Milljar war an allen Märchenfilmen Rous beteiligt und verkörperte nicht selten mehrere Rollen pro Werk. Zu seinem Schaffen zählen außer Märchen- und Kinderfilmen auch diverse Abenteuerfilme und historische Werke. Milljars Traum, auch bedeutende anspruchsvolle Rollen zu geben, erfüllte sich jedoch nicht.
Neben seiner schauspielerischen Tätigkeit war Milljar mehrfach als Synchronsprecher an Animationsfilmen sowie den russischsprachigen Fassungen ausländischer Filme beteiligt, u. a. an Der Hauptmann von Köpenick, Goya und Der lange Ritt zur Schule. Seine Filmografie umfasst über 200 Werke, er stand noch bis kurz vor seinem Tod vor der Kamera.
1988 wurde ihm der Titel Volkskünstler der RSFSR (Народный артист РСФСР) verliehen.
Milljar starb rund fünf Monate vor seinem 90. Geburtstag und wurde auf dem Friedhof Trojekurowo in Moskau beigesetzt.

## Privates
Vereinzelten Angaben zufolge war Milljar bereits in jungen Jahren verheiratet, die Ehe scheiterte jedoch. Nach dem Tod seiner Mutter drängte Alexander Rou ihn dazu, seine verwitwete Nachbarin († 1999) zu heiraten, um ihm eine Bezugsperson zu verschaffen und seine angebliche Homosexualität zu verbergen.
Milljar stand in dem Ruf, regelmäßig Alkohol zu konsumieren, galt aber nicht als starker Trinker. Bei Dreharbeiten verbarg er seine Getränke zum Teil in Milchdosen, da Rou Alkohol am Set untersagte.
Er lebte in bescheidenen Verhältnissen und vermied auch enge persönliche Kontakte zu anderen Schauspielern.

## Filmografie (Auswahl)
- 1934: Petersburger Nacht (Peterburgskaja notsch) – Regie: Grigori Roschal, Wera Strojewa
- 1938: Der Zauberfisch (Po schtschutschemu weleniju) – Regie: Alexander Rou
- 1939: Das goldene Schlüsselchen (Solotoi kljutschik) – Regie: Alexander Ptuschko
- 1940: Die schöne Wassilissa (Wassilissa Prekrasnaja) – Regie: Alexander Rou
- 1940: Der erste Präsident (Jakow Swerdlow) – Regie: Marija Itkina, Sergei Jutkewitsch
- 1941: Das Wunderpferdchen (Konjok-gorbunok) – Regie: Alexander Rou
- 1945: Der unsterbliche Kaschtschai (Kaschtschai bessmertny) – Regie: Alexander Rou
- 1948: Ihr großer Tag (Perwoklassnitsa) – Regie: Ilja Fres
- 1950: Der Fall von Berlin (Padenije Berlina) (2. Teil)
- 1952: Mainacht (Maiskaja notsch, ili Utoplenniza) – Regie: Alexander Rou
- 1953: Das Frühstück beim Anführer (Sawtrak u predwoditelja) – Regie: Anatoli Rybakow
- 1954: Im Eismeer verschollen (More studjonoje) – Regie: Juri Jegorow
- 1955: Stechfliege (Owod) – Regie: Alexander Fainzimmer
- 1955: Die Entscheidung von Buchara (Kruschenije emirata) –  Wladimir Bassow, Latif Fajsijew
- 1955: Der weiße Pudel (Bely pudel) – Regie: Marianna Roschal, Wladimir Schredel
- 1955: Das Schicksal des Trommlers (Sudba barabanschtschuka) – Regie: Wiktor Eisymont
- 1956: Dragozenny podarok – Regie: Alexander Rou
- 1957: Die Abenteuer des gestiefelten Katers (Nowyje pochoschdenija Kota w sapogach) – Regie: Alexander Rou
- 1957: Das Duell (Pojedinok) – Regie: Wladimir Petrow
- 1958: Neue Attraktionen (Nowy attraktiony) – Regie: Boris Dolin
- 1958: Tierfänger / Raubtierfänger (Sweroloby) – Regie: Gleb Nifontow
- 1958: Das Mädchen mit der Gitarre (Dewuschka s gitaroi) – Regie: Alexander Fainzimmer
- 1958: Die Hauptmannstochter (Kapitanskaja dotschka) – Regie: Wladimir Kaplunowski
- 1958: Die Neunzehn (Junost naschich otzow) – Regie: Michail Kalik & Boris Ryzarew
- 1958: Das gestohlene Glück (Sampo) – Regie: Alexander Ptuschko
- 1959: Aufstand in den Bergen (Lawina s gor) – Regie: Wassili Schurawljow
- 1959: Die verzauberte Marie (Marja-iskusniza) – Regie: Alexander Rou
- 1959: Ein Menschenschicksal (Sudba tscheloweka) – Regie: Sergei Bondartschuk
- 1959: Verschlossene Lippen (Mumu) – Regie: Anatoli Bobrowski, Jewgeni Teterin
- 1962: Die Nacht vor Weihnachten (Wetschera na chutore blis Dikanki) – Regie: Alexander Rou
- 1963: Häuptling der Rothäute (Delowyje ljudi) – Regie: Leonid Gaidai
- 1963: Im Königreich der Zauberspiegel (Korolewstwo kriwych serkal) – Regie: Alexander Rou
- 1963: Der blinde Vogel (Slepaja ptiza) – Regie: Boris Dolin
- 1964: Abenteuer im Zauberwald (Morosko) – Regie: Alexander Rou
- 1966: Entführung im Kaukasus (Kawkaskaja plenniza, ili Nowyje prikljutschenija Schurika) – Regie: Leonid Gaidai
- 1966/67: Krieg und Frieden (Woina i mir) – Regie: Sergei Bondartschuk
- 1967: Aladins Wunderlampe (Wolschebnaja lampa Aladdina) – Regie: Boris Ryzarew
- 1968: Feuer, Wasser und Posaunen (Ogon, woda i… mednyje truby) – Regie: Alexander Rou
- 1970: Das alte Haus (Stary dom) – Regie: Boris Bunejew
- 1970: Die schöne Warwara (Warwara-krassa, dlinnaja kosa) – Regie: Alexander Rou
- 1972: Geraubte Schätze (Dostojanije respubliki) – Regie: Wladimir Bytschkow
- 1973: Der Hirsch mit dem goldenen Geweih (Solotyje roga) – Regie: Alexander Rou
- 1973: Wie tausend Sonnen (TV) – Regie: Lothar Dutombé
- 1975: Finist – Heller Falke (Finist – jasnyje sokol) – Regie: Gennadi Wassiljew
- 1976: Der diebische König (Poka bjut tschasty) – Regie: Gennadi Wassiljew
- 1977: Oljas Abenteuer mit dem Hausgeist (Derewnja Utka) – Regie: Boris Bunejew
- 1979: Herbstglocken (Osennie kolokola) – Regie: Wladimir Gorikker
- 1980: Abenteuerliches Labyrinth (Wetscherny labirint) (Stimme) – Regie: Boris Buschmelew
- 1981: So ein Störenfried (U matrosow njet woprosow) – Regie: Wladimir Rogowoi
- 1982: Der Sechste (Schestoi) – Regie: Samwel Gasparow
- 1983: Комета – Regie: Ritschard Wiktorow
- 1984: Ein Babysitter fällt vom Himmel (Meri Poppins, do swydanja) – Regie: Leonid Kwinichidse
- 1986: Am Sankt-Nimmerleinstag (Posle doshditschka w tschetwerg) – Regie: Michail Jusowski